# Erebia okadai
Erebia okadai är en fjärilsart som beskrevs av Torii 1945. Erebia okadai ingår i släktet Erebia och familjen praktfjärilar. Inga underarter finns listade i Catalogue of Life.